# Peter van de Kamp
Peter van de Kamp (Kampen, Países Bajos; 26 de diciembre de 1901-Ámsterdam, Países Bajos; 18 de mayo de 1995) fue un astrónomo holandés-estadounidense especializado en medir el movimiento propio y paralaje de las estrellas.
Estudió en la Universidad de Groninga: allí obtuvo en 1922 el Doctorado en Astronomía, Matemáticas y Física; viajó hasta Estados Unidos (1923, para trabajar durante un tiempo en el Observatorio Lick. En 1937 aceptó el puesto de director del Observatorio Sproul, un observatorio del Swarthmore College, cerca de Filadelfia, dotado de un refractor fotográfico con un objetivo de 61 cm de abertura (24 pulgadas) muy apto para realizar estudios de precisión por su larga focal. Sería director de este centro hasta 1972.
Especializado en astronomía de precisión(astrometría), una rama de la astronomía que tiene por objeto determinar el movimiento aparente de los astros, midió y calculó los movimientos de numerosas estrellas próximas a la Tierra, aunque sin olvidar estudiar cúmulos globulares o el movimiento del Sol alrededor de la Galaxia.
Realizó también algunos estudios planetarios, concretamente sobre la determinación del diámetro de Marte por medios fotográficos (1925) con telescopios refractores de focal larga.
Aprovechando la gran focal del telescopio que utilizaba realizó amplios estudios sobre distintos sistemas binarios, en concreto sobre algunos cuyas componentes eran de pequeña masa (enanas rojas) o podían tener grandes planetas alrededor (como la estrella 61 Cygni); tampoco descuidó la determinación de sus elementos orbitales.
Basándose en fotografías obtenidas con el refractor fotográfico del Observatorio Sproul, el 18 de abril de 1963 anunció que la estrella de Barnard, la segunda estrella más próxima a la Tierra, tenía al menos un planeta de tamaño similar al de Júpiter girando en torno suyo y que se uniría a otro que había anunciado anteriormente: este efecto podía medirse de las imágenes de la estrella, las cuales parecían “moverse” alternativamente a un lado y otro de su trayectoria propia (10.3” anualmente).
El estudio de la estrella de Barnard fue durante gran parte de su vida (desde 1935, fecha de su primer estudio sobre su movimiento perturbado), a la vez, una fuente de satisfacciones y de desengaños: por una parte estaba convencido del descubrimiento de planetas alrededor de ella (que parecían justificar sus cálculos y delicadas observaciones fotográficas); por otra estos planetas no aparecían ni podían justificarse en los estudios publicados por otros colegas dotados de instrumentos de doble e incluso triple diámetro que el que él utilizaba.
Tras varios anuncios, en los que refinó y mejoró los elementos orbitales de los presuntos planetas, entre 1982 y 1986 fueron siendo publicados diversos estudios y trabajos astronómicos en los que, con material fotográfico de mayor calidad y precisión, se demostraba de modo contundente la inexistencia de dichos planetas. Más modernamente se ha sugerido que el desmontaje de la lente del telescopio, para su limpieza, podría haber ocasionado los aparentes mínimos cambios en las imágenes estelares que medía.
Pese a todo en el plano personal Van de Kamp era una persona muy dinámica: tocaba el piano, componía música y organizaba seminarios con sus alumnos (llamados jocosamente "Charlie Chaplin Seminars") en los que siempre imponía el optimismo, sin dejar de lado la aridez de los cálculos y técnicas astronómicas.
El asteroide (1965) van de Kamp honra su memoria.

## Artículos
- ”The parallactic motion of the stars of the magnitudes 10 and 13”, (1922), Bulletin of the Astronomical Institut. of the Netherlands, Vol. 1, p. 163.
- ”Photographic Determination of the Diameter of Mars” (1925), Publications of the Astronomical Society of the Pacific, Vol. 37, n.º 219, p. 261.
- ”A determination of the diameter of Mars” (1928), Astronomical Journal, vol. 38, iss. 894, p. 61-71.
- ”Note on the space distribution of globular clusters” (1933), Astronomical Journal, vol. 42, iss. 989, p. 161-164.
- ”The secular acceleration in the proper motion of Barnard's star” (1935), Astronomical Journal, vol. 44, iss. 1024, p. 74-78.
- ”List of Stars nearer than five parsecs” (1940), Popular Astronomy, Vol. 48, p. 297.
- ”Present and future reference configurations for Barnard's star” (1947), Astronomical Journal, Vol. 52, p. 229.
- ”Masses of visual binaries” (1954), Astron. J., 59, 447.
- ”Perspective Secular Acceleration of Barnard's Star” (1962), Astronomical Journal, Vol. 67, p. 284-285.
- ”Astrometric Study of Barnard's Star” (1963), Astronomical Journal, Vol. 68, p. 296.
- ”Parallax, Proper Motion, Acceleration, and Orbital Motion of Barnard's Star” (1969), Astronomical Journal, Vol. 74, p. 238.
- ”Alternate dynamical analysis of Barnard's star” (1969), Astron. J., 74, 757.
- ”A Study of Barnard's Star” (1974), Bulletin of the American Astronomical Society, Vol. 6, p. 306.
- ”The planetary system of Barnard's star” (1982), Vistas in Astronomy, vol. 26, pt. 2, p. 141-157.
- ”Planetary companions of stars” (1983), Astronomische Nachrichten, vol. 304, no. 3, p. 97-100.

## Fuente
- Historia del Telescopio, Isaac Asimov, Alianza Editorial (1986).
- Buscador NASA ADS (trabajos, artículos y publicaciones).